# 领蜂鸟
领蜂鸟（学名：Heliangelus strophianus），是雨燕目蜂鸟科的一种鸟类。
领蜂鸟体重约5.5克，翼长约66.2毫米，嘴峰长约17.1毫米，喙宽度约1.9毫米，喙厚度约1.5毫米，跗蹠长约6.2毫米，尾长约48.2毫米。领蜂鸟在其分布区内为留鸟，其栖息在密集的高大树木组成的森林中，食性为草食性，主要食物来源是植物的花蜜。
领蜂鸟分布于哥伦比亚西南部和厄瓜多尔西北部的安第斯山脉山区。该物种是单型物种，没有亚种分化。